# Cyclochlamydidae
Cyclochlamydidae zijn een familie van tweekleppigen uit de orde Pectinida.

## Taxonomie
De volgende geslachten zijn bij de familie ingedeeld:
- Chlamydella Iredale, 1929
- Cyclochlamys Finlay, 1926
- Micropecten Dijkstra & Maestrati, 2012